# Ochodaeus hirtus
Ochodaeus hirtus är en skalbaggsart som beskrevs av Christian Rudolph Wilhelm Wiedemann 1823. Ochodaeus hirtus ingår i släktet Ochodaeus och familjen Ochodaeidae. Inga underarter finns listade i Catalogue of Life.